# Malmgårdar i Stockholm
För andra betydelser, se Malmgård (olika betydelser).

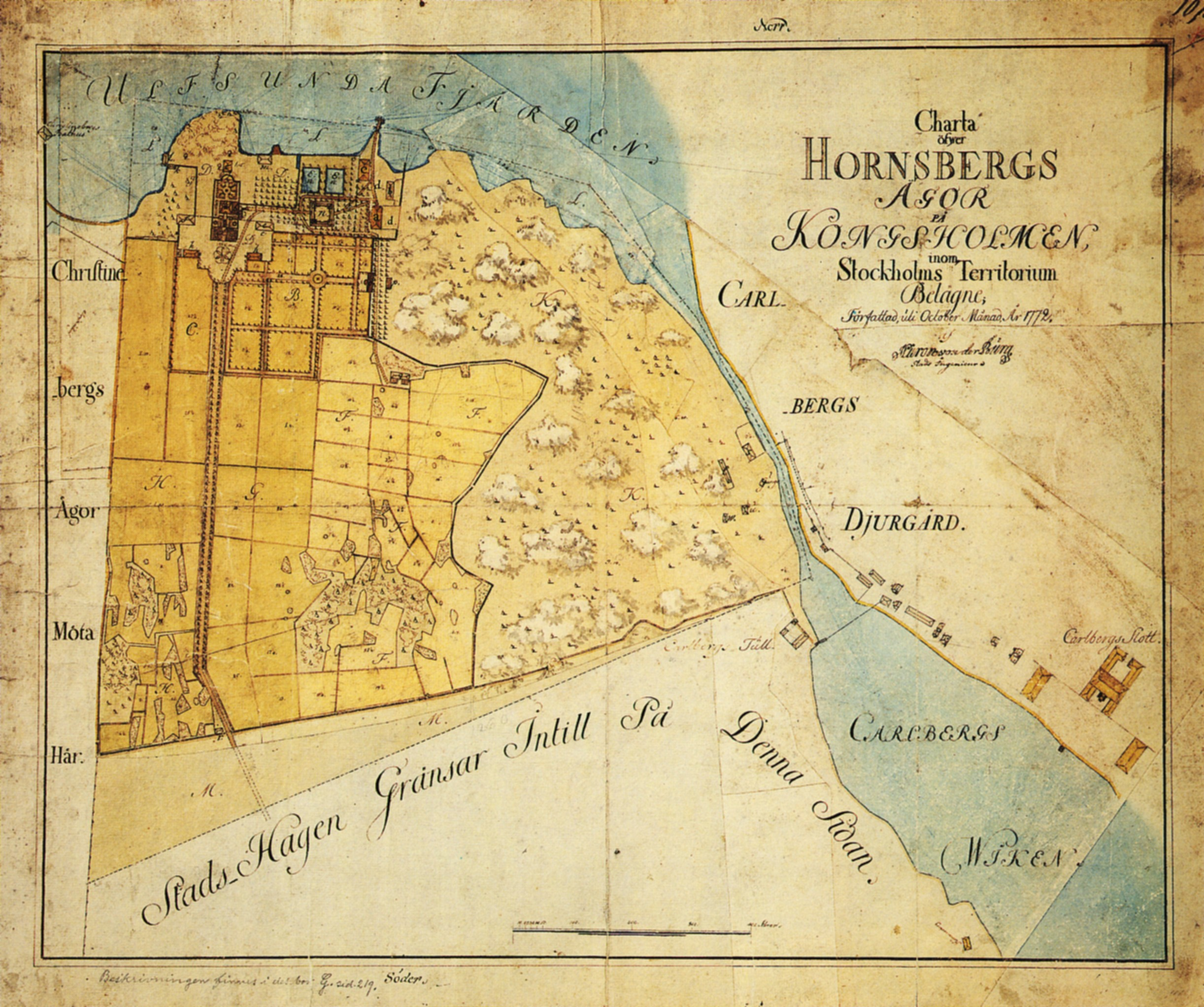
Stora Hornsbergs ägor 1772. Malmgården revs på 1890-talet.

Malmgårdar i Stockholm betecknar en typ av byggnader på Stockholms malmar uppförda under 1600- och 1700-talen. Ofta var de herrgårdsliknande, och i regel använda som sommarboställe eller sin tids "fritidshus" för adels- och borgarklassen. Många malmgårdar var därför i början oisolerade. Framför allt var malmgårdar trädgårdar, där man odlade allt mellan exotiska växter (som på vintern förvarades i orangerier) och medicinalväxter. Trädgårdarna hade ofta ett lusthus som prydnad eller för utomhusfester på sommaren.
År 1636 utfärdades ett privilegiebrev som gav stadens borgare möjlighet att bygga sig hus och anlägga odlingar på malmarna. Innehavaren fick inte vara mantalsskriven på sin malmgård, och en del av skörden skulle lämnas till staden ”att då stadzens inkompst förbättras”. Idag finns 38 malmgårdar bevarade, de flesta på Södermalm.

## Historia
Malmgårdarna i Stockholm var i allmänhet praktfulla och liknade herrgårdar på landsbygden. Malmgården erbjöd den bekvämlighet och det utrymme, som de mäktiga adelsfamiljerna vant sig vid i sina slott och som endast stod ett fåtal till buds. I äldre handlingar användes benämningen "trädgårdar", från 1600-talets mitt möter namnet "malmgård". Det blev snart en modesak att äga sådana malmgårdar, och de skulle helst uppföras på norra malmen (Norrmalm). Men även på södra malmen (Södermalm) fanns många trädgårdstomter. En bland de första mera storartade anläggningarna där blev det palats med tillhörande trädgård, terrasser och springbrunnar, som Jakob De la Gardies änkegrevinna Ebba Brahe uppförde mot slutet av 1650-talet är Ebba Brahes malmgård. En liten återstod av den Hårlemanska malmgården på Norrmalm finns i Centralbadsparken vid Drottninggatan.

## Stockholms malmgårdar i urval

### Bevarade eller delvis bevarade byggnader

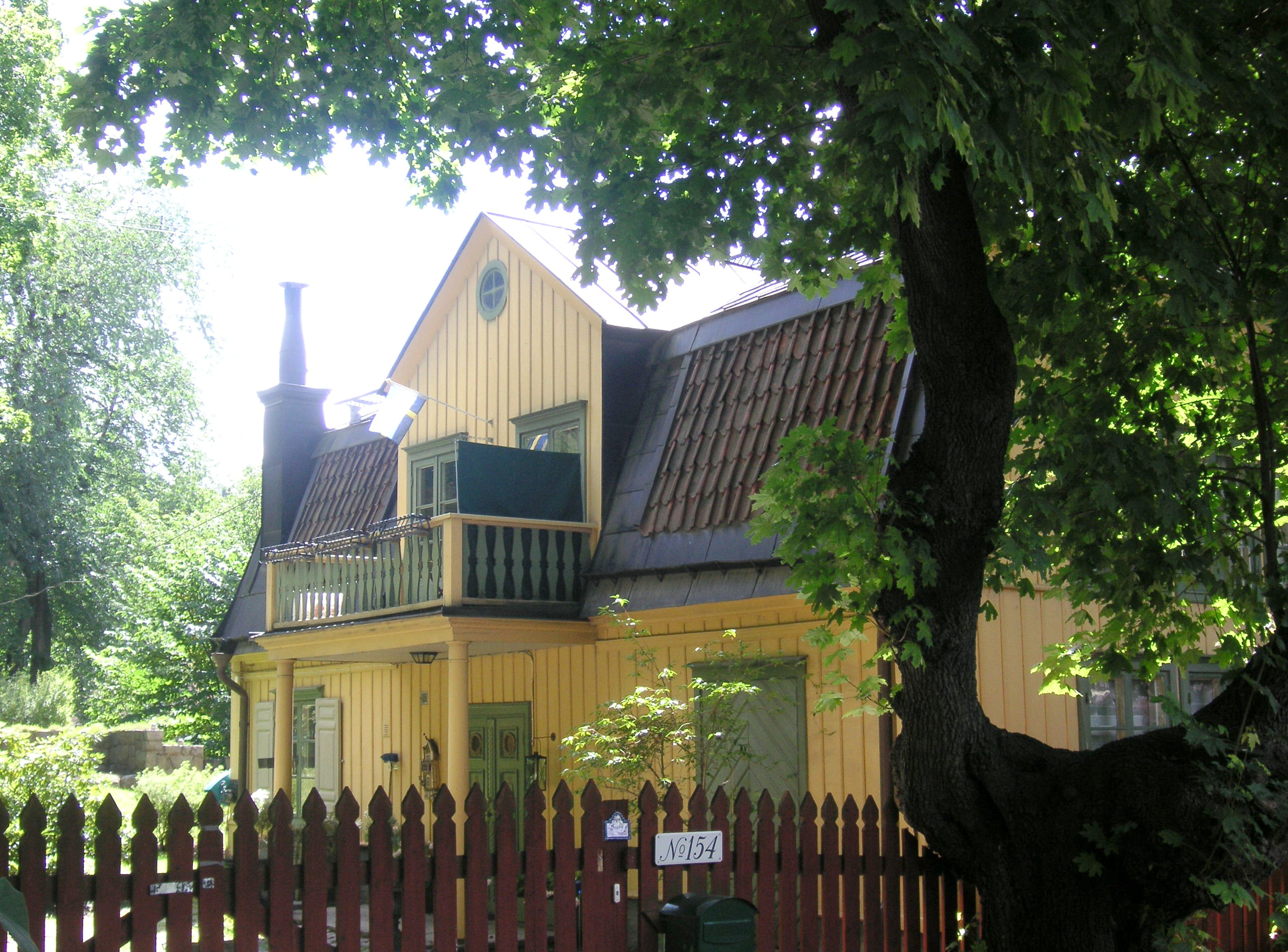
Cedersdals malmgård

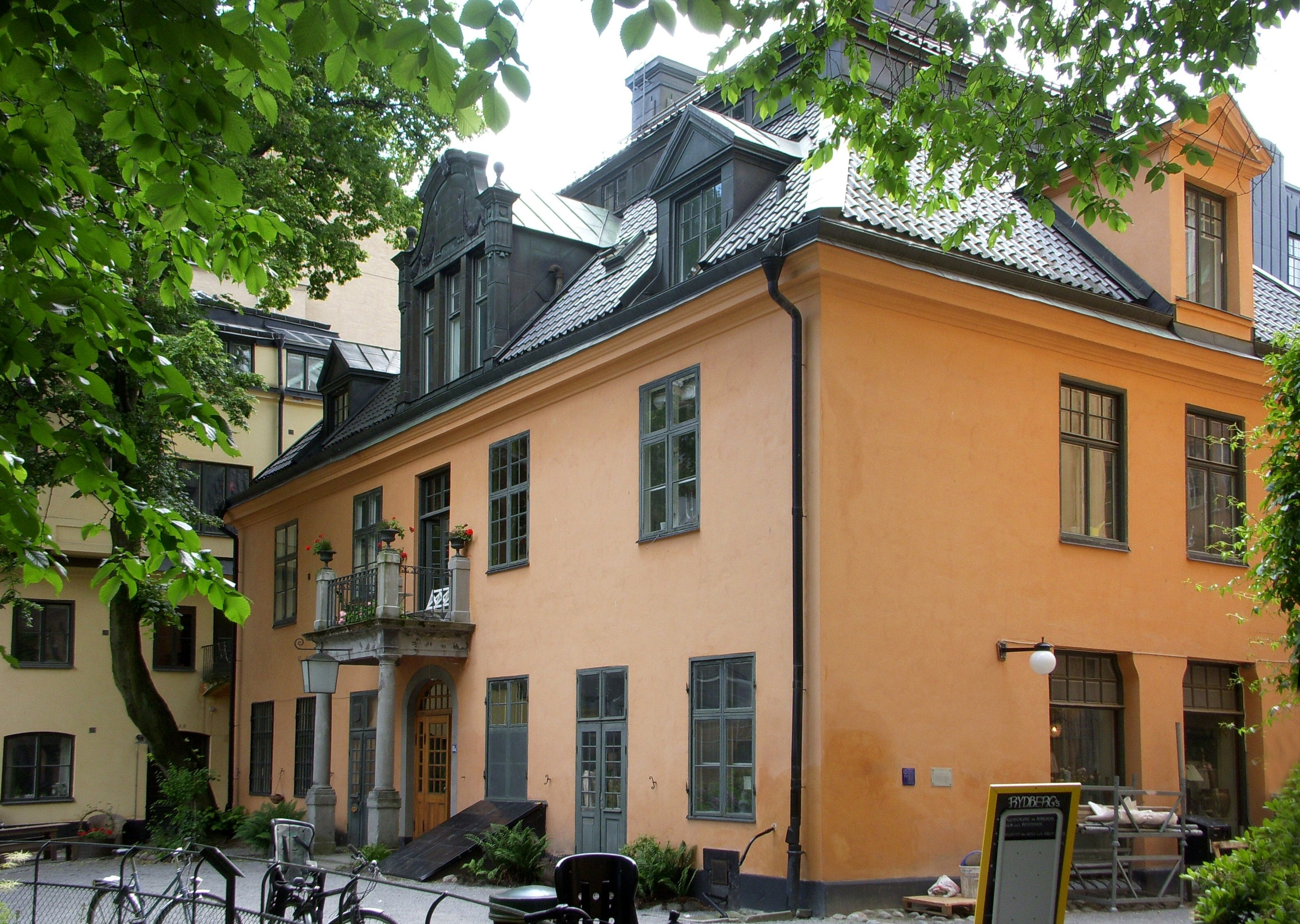
Hårlemanska malmgården

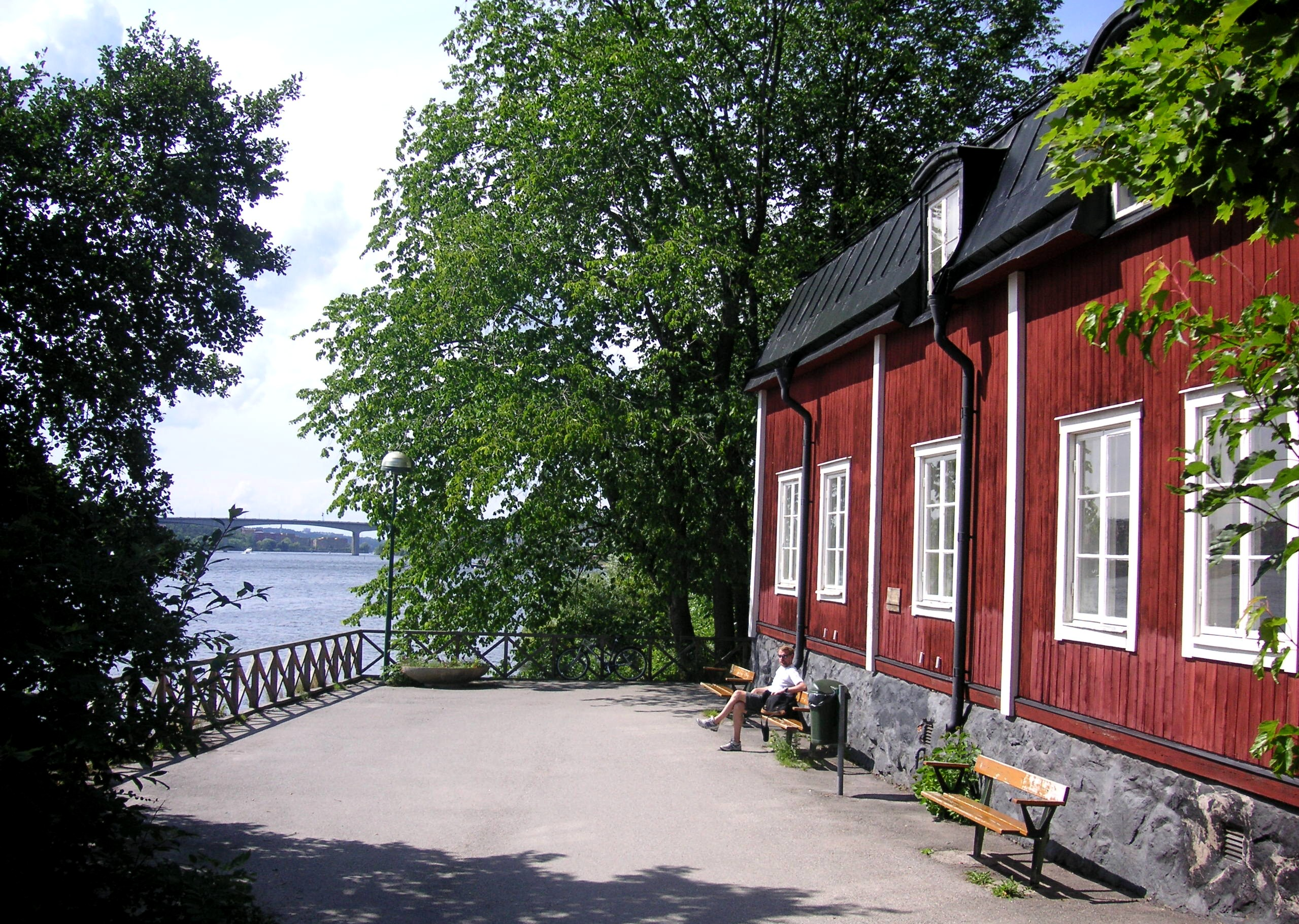
Triewalds malmgård

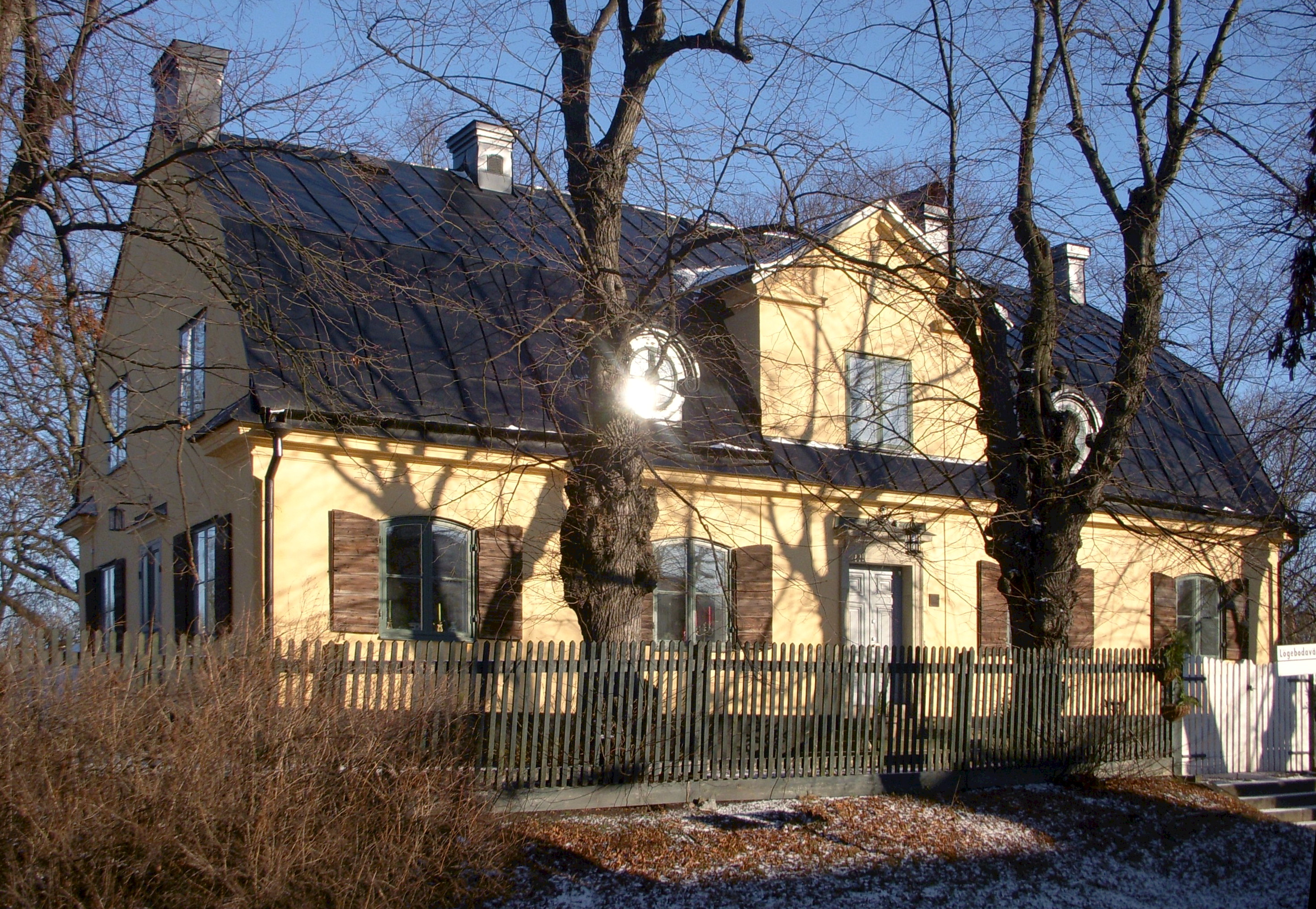
Paschs malmgård

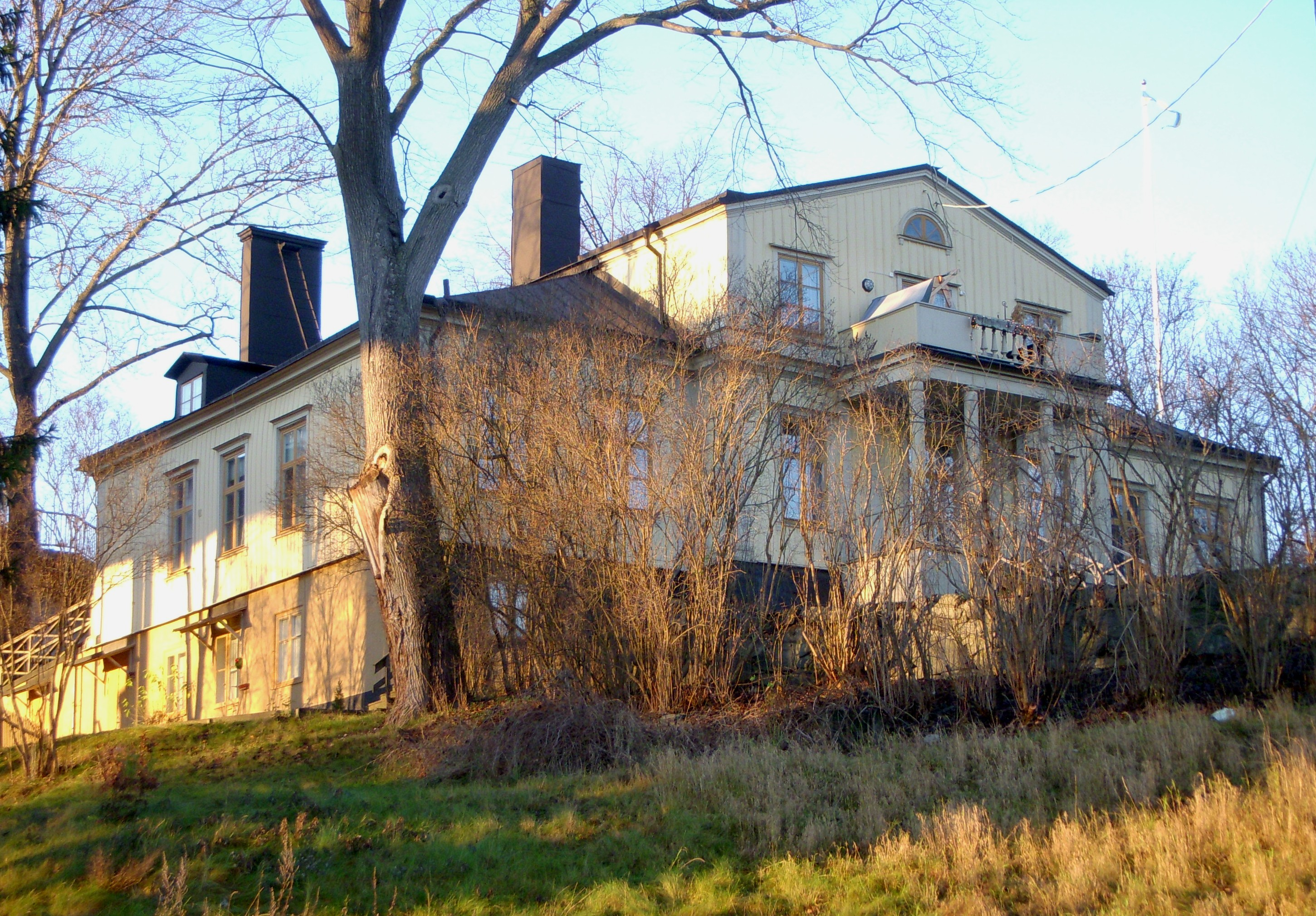
Rålambshovs gård

Ett urval av malmgårdar i alfabetisk ordning:
- Alstavik, uppförd 1670
- Björns trädgård, uppförd 1766
- Cedersdals malmgård, uppförd vid 1700-talets början
- Louis De Geers palats (även Ebba Brahes malmgård), uppförd i slutet av 1640-talet
- Gripenhielmska malmgården, uppförd 1674
- Groens malmgård, uppförd omkring 1670
- Ekermanska malmgården, uppförd under 1700-talet
- Ersta malmgård, uppförd på 1600-talets slut
- Hartwigska huset, uppfört 1769
- Hedbergs malmgård, uppförd 1711 och 1726
- Heleneborg, uppförd vid 1600-talets slut
- Hovings malmgård, uppförd 1770
- Hårlemanska malmgården, uppförd 1710
- Karlshälls gård, uppförd 1837-1838
- Kristinebergs slott, uppförd omkring 1750
- Kristinehovs malmgård, uppförd på 1790-talet
- Molitors malmgård, uppförd i början på 1700-talet
- Oxenstiernska malmgården, uppförd i början på 1700-talet
- Paschs malmgård, uppförd på 1750-talet
- Patons malmgård, uppförd 1774
- Paulis malmgård, uppförd på 1680-talet
- Piperska muren, uppförd på 1600-talet
- Reenstiernas malmgård, uppförd 1670
- Reimers malmgård, uppförd 1798
- Rålambshovs gård, uppförd 1801
- Schefflerska palatset, uppförd omkring år 1700
- Schinkels malmgård, uppförd 1738
- Stora Blecktornet, uppförd före 1733
- Stora Katrineberg, uppförd på 1770-talet
- Triewalds malmgård, uppförd omkring 1650
- Wirwachs malmgård, uppförd på 1770-talet

### Rivna, nerbrunna respektive flyttade byggnader
I alfabetisk ordning:
- Blanches malmgård, byggd på 1700-talet och riven 1889.
- Daurerska malmgården, byggd på 1680-talet och riven 1901.
- Gyllenborgska malmgården, sista resterna rivna 1960.
- Hedvigsbergs malmgård, byggd 1819 och riven 1943.
- Hiärneska malmgården, riven på 1880-talet.
- Hornsbergs slott även Stora Hornsberg, byggd under 1600-talets andra hälft och riven 1890.
- Ingemarshof, nedbrunnen 1906
- Jakobsbergs malmgård, ursprungligen vid Hornstull på Södermalm, numera på Skansen[4]
- Loviseberg, riven på 1880-talet
- Permanska malmgården, uppförd på 1670-talet och riven 1902.
- Smedsuddens malmgård, uppförd 1812, nerbrunnen 1936, återuppbyggd och nerbrunnen igen 1997.
- Tottieska malmgården, byggd 1773 och riven 1935. Delvis återuppförd på Skansen.